# フォッケウルフ トリープフリューゲル
トリープフリューゲル
トリープフリューゲルの完成予想模型
ビュッケブルクのヘリコプター博物館(独語版)の展示品
- 用途：迎撃機
- 分類：垂直離着陸機
- 製造者：フォッケウルフ社

トリープフリューゲル(ドイツ語: Triebflügel)は、第二次世界大戦末期、フォッケウルフ社が設計を始めたジェット戦闘機である。
本機の名称のうち、"flügel"はドイツ語で第1義としては「翼」を意味し、"Trieb"という語が意味するものにはいくつかの意味があるが、"Triebflügel"という名称を日本語に訳すならば「回転式駆動翼（航空機）」が近いと思われる。 

## 概要
この“トリープフリューゲル”の名で呼ばれた航空機は、V2ロケットのような細長い流線型の胴体をしており、尾部に4枚の姿勢安定尾翼が取り付けられている。この尾翼端には車輪がついており、これを脚として直立しているのが地上時の態勢である。
機体中央部には3枚のピッチ付ブレードフィンが伸びており、そのブレードの先端へフォッケウルフ社の技師オットー・パブストが発案したパブスト型ラムジェットエンジンをピッチ角に合わせて搭載する予定であった。このブレードフィンは胴体を軸とした回転翼となっており、粉末化した石炭を燃料とするラムジェットエンジンの推力により回転して揚力を発生させ、離陸時にはヘリコプターのように垂直離昇する、という特異な機構を備えていた。これはいわゆるチップジェット方式であり、動力が翼端配置であるためカウンタートルクが発生しないというメリットがある。燃料は胴体内から回転による遠心力で翼内を通して翼端のエンジンに供給される設計となっていた。
本機にはこのブレードフィン以外には主翼等の水平飛行時の揚力発生装置がなく、ヘリコプターと同様に推進力の多くを揚力に充てる必要があるため、機体軸線を水平にして高度を維持することはできないことになる。
滑走路なしに垂直離昇できる戦闘機は世界初の試みで、森林などから離陸し敵爆撃機迎撃を行う構想であったが、設計段階でドイツは敗戦を迎えた。動力となるパブスト型ラムジェットエンジンも実用化には程遠く、機体の完成はおろか試作機製作の見込みすら立ってはいなかった。
実機は完成しなかったが、本機の構想は後の垂直離着陸機（VTOL機）の研究、特にテールシッター型と呼ばれるVTOL機のベースとなった。

## 仕様
※すべて計画値
- 全長:9.15ｍ
- 翼幅:11.5ｍ
- 総重量:2,500㎏

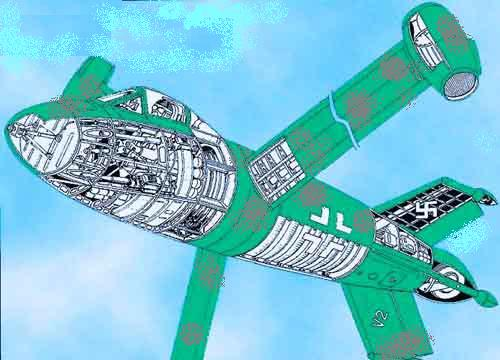
トリープフリューゲルの完成機の想像図（内部図解付き）

- エンジン:パブスト式ラムジェット×3(推力:8.9kN)
- 最高速度:1,000 km / h（621 mph、540 kn）
- 最高高度:2,700 km / h（1,730 mph、1,500 kn）
- 上昇限度:15,300 m（50,000フィート）
- 武装
  - 30 mm MK-103×2(100発)
  - 20 mm MG-151×2(250発）
- 乗員:1人

## 登場作品
- ウォーシップガンナー2 鋼鉄の咆哮
- キャプテン・アメリカ: ザ・ファースト・アベンジャー

## 参考資料
- 『ドイツ秘密兵器』（並木書房） ブライアン・フォード 著/渡辺修 訳/野木恵一 監修（ISBN 4-89063-124-0）